# Isken
Die Isken ist ein Transshipper und das derzeit größte schwimmende Entladesystem zur Umladung von Kohlen aus großen Massengutfrachtern in kleinere Transportschiffe. Der Transshipper wurde 2000 von der abh Ingenieur-Technik für die Reederei Oldendorff entworfen und 2001/2002 unter der Baunummer 0793 auf der Remontowa-Werft in Polen gebaut. Die Kiellegung erfolgte am 3. Oktober 2001, der Stapellauf am 11. März 2002. Der im September 2002 fertiggestellte Transshipper wurde im November 2003 in Betrieb genommen. Er wird in der Bucht von İskenderun (Türkei) zur Versorgung des Kohlekraftwerks Sugözü eingesetzt, dessen Hafen nur eine Wassertiefe von sechs Metern hat. Die Kohle wird mit Panamax- oder Capesize-Massengutfrachtern angeliefert. Die Umschlagskapazität beträgt rund drei Millionen Tonnen im Jahr.
Das System besteht aus dem 51,8 Meter hohen Transshipper, zwei Leichtern mit Selbstentladungseinrichtung und zwei Schleppern sowie einem Boot für den Transfer von Personal.

## Technische Daten
Der Transshipper ist ein Katamaran ohne Antrieb, an Deck befinden sich an der Backbordseite drei exzentrisch bewegbare Liebherr-Hochleistungs-Krane mit einem Hubvermögen von 45 Tonnen bei 38 Meter Ausladung. Die Greifer haben ein Fassungsvermögen von 30 m³. Die Kohlen werden auf ein Förderband geladen und mit diesem über eine Schüttvorrichtung in die Leichter, die zwischen den Schwimmern liegen, verladen. Zum Positionieren des Leichters und entlang des zu entladenden Schiffes sind mehrere Mooringwinden an Deck. Zur Stromversorgung sind vier große Dieselgeneratoren mit einer Leistung von je 1320 kVA eingebaut. Auf dem Hauptdeck befinden sich an Steuerbord Unterkünfte für 42 Personen, der zentrale Leitstand sowie Abstellplätze für drei Radlader und drei Bagger. Diese werden gebraucht, um die Laderäume restlos zu entleeren.
Die beiden Leichter haben eine Tragfähigkeit von je 10.000 Tonnen bei 4,95 m Tiefgang. Sie sind mit einem Schwerkraft-Selbstentladesystem ausgerüstet, das 2500 Tonnen/Stunde über ein Förderband an Land befördert. Ein Sprühsystem an Bord der Leichter verhindert übermäßige Staubbelastung für die Umwelt. Die Leichter werden von 3500 PS starken Schleppern zum Hafen bugsiert.
Die Umschlagskapazität dieses Systems liegt bei 35–45.000 Tonnen am Tag. Die Plattform kann noch bis Windstärke acht und 2,5 Meter hohen Wellen arbeiten. Eine ähnliche Anlage, der Transshipper Berau, ist in Indonesien in Betrieb.